# Молино дел Папа (Терамо)
Молино дел Папа (итал. Molino del Papa) је насеље у Италији у округу Терамо, региону Абруцо.
Према процени из 2011. у насељу је живело 35 становника. Насеље се налази на надморској висини од 384 м.